# Bubeník
Bubeník este o arie protejată (arie specială de conservare — SAC, sit de importanță comunitară — SCI) din Slovacia întinsă pe o suprafață de 170,27 ha, integral pe uscat.

## Localizare
Centrul sitului Bubeník este situat la coordonatele 48°32′08″N 20°31′57″E / 48.535604°N 20.532463°E.

## Înființare
Situl Bubeník a fost declarat sit de importanță comunitară în septembrie 2015 pentru a proteja 1 specie de plante și 3 specii de animale. Situl a fost protejat și ca arie specială de conservare în octombrie 2017.

## Biodiversitate
Situată în ecoregiunea panonică, aria protejată conține 5 habitate naturale: Fânețe de joasă altitudine (Alopecurus pratensis, Sanguisorba officinalis), Păduri de fag Asperulo-Fagetum, Păduri pe pante, grohotișuri și ravene de Tilio-Acerion, Păduri panonice cu Quercus pubescens, Pajiști uscate seminaturale și facies de acoperire cu tufișuri pe substraturi calcaroase (Festuco-Brometalia) (* situri importante pentru orhidee).
La baza desemnării sitului se află mai multe specii protejate:
- plante (1): sisinei (Pulsatilla grandis)
- nevertebrate (3): rădașcă (Lucanus cervus), Paracaloptenus caloptenoides, Pholidoptera transsylvanica